# فالوسنتريسم
الفالوسنتريسم (مركزية الذكر في اللغة) هو لفظ وضعه جاك دريدا مراده اعتبار وجهة نظر ذكرية عند بناء المعنى. واللفظ مركب من فالوسنتريسم (مركزية الذكر [أي وجهة نظره]) ولوغوسنتريسم (مركزية اللغة [في فهم العالم]).